# Pseudotyrannochthonius gracilis
Pseudotyrannochthonius gracilis är en spindeldjursart som beskrevs av Benedict och Malcolm 1970. Pseudotyrannochthonius gracilis ingår i släktet Pseudotyrannochthonius och familjen käkklokrypare. Inga underarter finns listade i Catalogue of Life.